# Porto Verão Alegre
Porto Verão Alegre é um festival que ocorre anualmente nos verões na cidade brasileira de Porto Alegre, oferecendo múltiplas atrações de teatro, música, cinema, dança, performance, oficinas e outros eventos.
Idealizado por Rogério Beretta e Zé Victor Castiel, com o objetivo de viabilizar trabalho para os artistas locais e oferecer atrações culturais para o público que não viaja nas férias de verão, um período do ano de baixa atividade, sua primeira edição ocorreu em 1999, e desde então se tornou um evento tradicional na cidade e uma referência no setor da cultura, além de movimentar a economia. Em 2024, para comemorar os 25 anos do projeto, foram programados 140 espetáculos, trazendo também atrações de fora do estado.
O festival ocorre em importantes espaços de Porto Alegre, como a Casa de Cultura Mario Quintana, o Centro Cultural 25 de Julho, o Centro Histórico Cultural Santa Casa, o Farol Santander, o Instituto Ling, o Bar Ocidente, o Teatro de Arena, o Theatro São Pedro, entre outros. Já passaram pelos palcos do festival nomes consagrados como Hermeto Pascoal, Ney Matogrosso, Nany People, Vanessa Moreno, André Abujamra, Jonathan Ferr, Amaro Freitas, Jards Macalé.
O Porto Verão Alegre já foi distinguido com o Prêmio Eva Sopher, oferecido pelo Theatro São Pedro, pelo fomento das artes no estado, e o Prêmio Líderes e Vencedores, oferecido pela Federação de Entidades Empresariais do Rio Grande do Sul, na categoria Expressão Cultural.